# Diyaminauclea zeylanica
Diyaminauclea zeylanica là một loài thực vật có hoa trong họ Thiến thảo. Loài này được (Hook.f.) Ridsdale mô tả khoa học đầu tiên năm 1978.